# 美しきチャレンジャー
美しきチャレンジャー（うつくしきチャレンジャー）は、TBS系列で1971年4月4日から1971年10月17日まで日曜19:30から30分枠「不二家の時間」（不二家一社提供）にて放送されたテレビドラマ（テレビ映画）である。全29話放送。

## 概要
ボウリングが大ブームだった時代に登場したスポ根ドラマ。プロデューサーの鈴野尚志は制作意図について、それまでのスポ根にあった競争目的でなく、ボウリングを題材にした青春ドラマに仕上げたいと述べている。
当時の人気女子プロボウラーである中山律子などがゲスト出演。主演の新藤恵美は出演に際して、中山からボウリングの指導を受けている。
2002年に全話収録のDVD-BOXと、単巻のDVDが発売された。本作品のネガフィルムの多くが行方不明になっており現存しない為、殆どの話数は退色したポジフィルムを元に収録されている。
コミカライズも小学館の雑誌に掲載されており（後述）、1971年の毎日新聞社による読書調査では、小学生女子の1位、中学生女子の2位、高校生女子の6位にランクインされる人気作品であった。

## 物語
陸上競技のハードル選手だった女子高生・小鹿みどりは、近所をランニング中に大学生・高峰明久と出会う。みどりにボウリングの楽しさと厳しさを教えてくれた高峰はボウリング修行のため渡米し、突然みどりの前から消えてしまう。
高校を卒業したみどりは、父の親友が幹部になっているライト建設に入社したふりをして、ボウリング部があるという理由で勝手に日本PM商事に入社してしまう。そこでみどりはボウリング部の新任コーチとして招かれた高峰と感動の再会をする。
部の先輩・七瀬茜に対して激しいライバル心を燃やすみどり。茜が4-6-7-10のスプリットを倒す魔球「竜巻崩し」を完成させると、みどりは7-10のスプリットを攻略する魔球を開発。その過酷な練習のために腱鞘炎となり右腕に激痛が走る。大事な試合を前に医師からボウリングを禁止されてしまう。
物語後半、日本PM商事はワールド商事に吸収合併され、高峰コーチは解任、みどりのボウリング部は存続の危機に直面する。その後、ワールド商事ボウリング部のキャプテン・三波玲子による数々の謀略に高峰コーチやみどりたちは翻弄される。
最終回、アメリカ遠征に旅立つみどりは空港で高峰に思いを告白する。その言葉は飛行機の轟音にかき消され、高峰の耳には届かなかった……。

## 出演者

### 日本PM商事
- 小鹿みどり：新藤恵美
- 高峰明久（コーチ）：森次浩司
- 七瀬茜（キャプテン）：進千賀子
- 上田亜子（みどりと同期入社）：紅理子
- 庄司千恵子（大阪から転勤し入部）：泉洋子
- 堀川敏江：戸部夕子

### ワールド商事
- 三波玲子（キャプテン、同社専務の娘）：左時枝
- 牧原ユミ：リンダ・ベル
- 総務部長（ボウリング部担当）：潮万太郎
- 三波専務（玲子の父）：北竜二

### その他
- 松木幸恵（みどりの高校の同級生、日本航空の客室乗務員・ボーリング部員）：高樹蓉子
- 里見のり子（みどりの高校の同級生、ボーリング場従業員）：松尾悦子
- みどりの父：中村竹弥
- みどりの母：風見章子
- みどりの弟：矢崎知紀
- みどりの父が経営する青果店「小鹿フルーツ」の店員：植田峻（現うえだ峻）
- みどりに腱鞘炎の診断をした医師：柳生博
- 牧原秀人（牧原ユミの兄）：長谷川明男
- 高峰の恩師（ワールド商事ボウリング部の前コーチ）：田崎潤
- 松島（三波玲子からワールド商事ボウリング部のコーチ就任を依頼されるが断る）：小林旭（登場時にクレジット、第23回）
- 飛行機の隣の席でみどりに孫の話をする老婦人：浦辺粂子
- 二階堂有希子
- 鶴ひろみ
- 牧紀子
- 伊藤雄之助（七瀬茜の父、第7回）

## スタッフ
- 脚本：加瀬高之、高久進、松岡清治
- 監督：小山幹夫、長谷部安春、香月一郎、榎本冨士夫
- 助監督：今村明男
- 撮影技術：岩崎猛
- 照明：岡庭正隆
- 美術：小汲明
- 音楽：田代雅士
- プロデューサー：梅村幹比古、古屋克征、鈴野尚志（TBS[注釈 2]）
- 制作：国際放映、TBS

## 主題歌
- 「美しきチャレンジャー」（作詞：岩谷時子、作曲・編曲：筒美京平、唄：新藤恵美、レーベル：RCAビクター[注釈 3]）
番組テーマは新藤恵美が歌っているが、レコードは競作で新藤恵美版、藤田淑子版、中村晃子版、堀江美都子版、富田智子版、五十嵐洋子版他がある。ただし堀江版のみアレンジが異なる。 新藤恵美版、藤田淑子版、富田智子版 のオケは同じ。中村晃子版、堀江美都子版、、五十嵐洋子版はアレンジが異なる。

## 放送日程
データ参考：『福島民報』1971年4月4日 - 10月17日付朝刊、テレビ欄および全話収録DVD-BOX
| 話数 | 放送日        | サブタイトル       | 脚本     | 監督       |
| ---- | ------------- | ------------------ | -------- | ---------- |
| 1    | 1971年 4月4日 | 第1回              | 加瀬高之 | 小山幹夫   |
| 2    | 4月11日       | 第2回              | 加瀬高之 | 小山幹夫   |
| 3    | 4月18日       | 第3回              | 高久進   | 長谷部安春 |
| 4    | 4月25日       | 第4回              | 高久進   | 長谷部安春 |
| 5    | 5月2日        | 第5回              | 松岡清治 | 小山幹夫   |
| 6    | 5月9日        | 第6回              | 松岡清治 | 小山幹夫   |
| 7    | 5月16日       | 第7回              | 加瀬高之 | 香月一郎   |
| 8    | 5月23日       | 第8回              | 加瀬高之 | 香月一郎   |
| 9    | 5月30日       | 第9回              | 加瀬高之 | 小山幹夫   |
| 10   | 6月6日        | 第10回             | 加瀬高之 | 小山幹夫   |
| 11   | 6月13日       | 栄光の陰に涙       | 高久進   | 香月一郎   |
| 12   | 6月20日       | 北海道に燃える闘志 | 高久進   | 香月一郎   |
| 13   | 6月27日       | 恐るべき罠         | 高久進   | 小山幹夫   |
| 14   | 7月4日        | 魔球への挑戦       | 松岡清治 | 小山幹夫   |
| 15   | 7月11日       | 愛の魔球           | 松岡清治 | 小山幹夫   |
| 16   | 7月18日       | 失われた右腕       | 加瀬高之 | 香月一郎   |
| 17   | 7月25日       | 輝く友情の星       | 加瀬高之 | 香月一郎   |
| 18   | 8月1日        | 混血のライバル     | 高久進   | 小山幹夫   |
| 19   | 8月8日        | 鮮血のサウスポー   | 高久進   | 小山幹夫   |
| 20   | 8月15日       | 愛と憎しみのレーン | 松岡清治 | 榎本冨士夫 |
| 21   | 8月22日       | 試練の中の対決     | 松岡清治 | 榎本冨士夫 |
| 22   | 8月29日       | どす黒い陰謀       | 松岡清治 | 長谷部安春 |
| 23   | 9月5日        | 敗者の涙           | 加瀬高之 | 長谷部安春 |
| 24   | 9月12日       | 傷ついた雛鳥       | 加瀬高之 | 香月一郎   |
| 25   | 9月19日       | 涙の友情           | 加瀬高之 | 香月一郎   |
| 26   | 9月26日       | ジンクスへの挑戦   | 松岡清治 | 榎本冨士夫 |
| 27   | 10月3日       | はばたけ不死鳥     | 松岡清治 | 榎本冨士夫 |
| 28   | 10月10日      | 決勝戦前夜         | 加瀬高之 | 小山幹夫   |
| 29   | 10月17日      | 栄光の星           | 加瀬高之 | 小山幹夫   |

## 放送局
以下、特記の無い限り全て放送時間は日曜 19:30 - 20:00、同時ネット。
- TBS（キー局）
- 北海道放送：[4]
- 青森テレビ[5]
- 岩手放送[5]
- 秋田放送：火曜 18:00 - 18:30[6]
- 山形放送：火曜 18:00 - 18:30[6]
- 東北放送[5]
- 福島テレビ[7]
- 新潟放送[8]
- 北日本放送：日曜 17:30 - 18:00（1971年9月26日に打ち切り）[8]
- 北陸放送[8]
- 信越放送[9]
- テレビ山梨[10]
- 静岡放送[10]
- 中部日本放送[11]

- 朝日放送[12]
- 山陰放送（当時は島根県の県域局）[13][注釈 4]
- 日本海テレビ：火曜 18:00 - 18:30（当時は鳥取県の県域局）[13][注釈 4]
- 山陽放送[14]
- 中国放送[14]
- 四国放送：火曜 18:00 - 18:30[15]
- 南海放送：火曜 18:00 - 18:30[16]
- テレビ高知[17]
- RKB毎日放送[18]
- 長崎放送[18]
- 熊本放送[18]
- 大分放送[16]
- 宮崎放送[19]
- 南日本放送[19]
- 琉球放送[20]

## 漫画
- 週刊少女コミック 1971年4月11日号（15号） - 7月25日号（30号）吉森みきを
- 週刊少女コミック 1971年8月1日号（31号） - 10月17日号（42号）小形啓子
- 幼稚園 1971年 吉森みきを
- 小学四年生 1971年6月号 - 11月号 吉森みきを